# Homecoming: Live In Orlando
Homecoming: Live In Orlando es el segundo concierto comercializado por Backstreet Boys fue televisado como un especial Pay-Per-View de fin de año en Orlando en 1998, en el concierto entonan "Just To Be Close To You" a cappella y además cada integrante realiza una canción en solitario, mostrando sus diferentes estilos vocales. Fue lanzado en formato VHS, VCD y DVD. 

## Listado de canciones
1. That’s The Way I Like It
2. Hey, Mr. DJ (Keep Playin’ This Song)
3. Just To Be Close To You
4. My Heart Stays With You [Howie D. Solo]
5. Lay Down Beside Me [A.J. Solo]
6. Nobody But You [Kevin Solo]
7. That’s What She Said [Brian Solo]
8. I Need You Tonight [Nick Solo]
9. Let’s Have A Party
10. Quit Playing Games (With My Heart)
11. All I Have To Give
12. Anywhere For You
13. I'll Never Break Your Heart
14. As Long As You Love Me
15. Get Down (You're The One For Me)
16. We've Got It Goin' On
17. Everybody (Backstreet's Back)

- Datos: Q5901247